# Lumir Abdixhiku
Lumir Abdixhiku, född 22 april 1983 i Pristina, är en albansk politiker. Han är sedan den 14 mars 2021 partiledare för LDK.